# Wapen van Rijssen-Holten

Het wapen van de gemeente Rijssen-Holten

Het wapen van Rijssen-Holten is het gemeentelijke wapen van de Overijsselse gemeente Rijssen-Holten. Het wapen werd met het Koninklijk Besluit op 18 augustus 2004 aan de gemeente verleend. De omschrijving luidt:
"Gedeeld; I in azuur een rijstak van goud; II in goud drie zwijnskoppen van keel met slagtanden van zilver, boven elkaar geplaatst. Het schild gedekt met een gouden kroon van vijf bladeren."

## Geschiedenis
Het wapen bestaat uit een combinatie met de gouden tak van Rijssen en de zwijnenkoppen van Holten. De tak van Rijssen komt voor op een zegelafdruk uit 1511. Het is een sprekend wapen. "Riessen" ofwel boomtoppen van gevallen bomen wezen naar het het oosten, de "Holten" ofwel stammen wezen naar het westen. Rijssen ontstond ten oosten van het moeras, Holten aan het westen daarvan. Over de herkomst van de Holtsense zwijnenkoppen is niks bekend, niet bij het archief van de Hoge Raad van Adel en ook niet bij het gemeentearchief.
De Hoge Raad van Adel deed tijdens de wapenaanvraag het voorstel om het wapen van Rijssen (dat in de rijkskleuren is uitgevoerd) te wijzigen. Het schild zou volgens dat voorstel groen zijn geworden, de tak in zilver. Tussen twee zwijnenkoppen zou dan een ster of lelie komen om de maagd Maria te symboliseren. De gemeente gaf voorkeur voor de oude kleuren, Maria was niet langer relevant. De gemeente kwam met het voorstel van het gedeelde wapen, zoals het uiteindelijk aan de gemeente werd verleend.

## Verwante wapens

Wapen van Rijssen
Wapen van Holten

Almelo · Borne · Dalfsen · Deventer · Dinkelland · Enschede · Haaksbergen · Hardenberg · Hellendoorn · Hengelo · Hof van Twente · Kampen · Losser · Oldenzaal · Olst-Wijhe · Ommen · Raalte · Rijssen-Holten · Staphorst · Steenwijkerland · Tubbergen · Twenterand · Wierden · Zwartewaterland · Zwolle